# Guerre Iran-Irak
Pour les articles homonymes, voir Guerre du Golfe (homonymie).
 (août 2017).
Si vous disposez d'ouvrages ou d'articles de référence ou si vous connaissez des sites web de qualité traitant du thème abordé ici, merci de compléter l'article en donnant les références utiles à sa vérifiabilité et en les liant à la section « Notes et références ».
Guerre Iran-Irak
Batailles
- Opération Kaman 99
- Bataille de Khorramchahr
- Siège d'Abadan
- Opération Morvarid

- Bataille de Nasr
- Attaque sur H-3

- Opération Samen-ol-A'emeh
- Victoire Indéniable
- Beit ol-Moqaddas
- Ramadan

- Opération Anfal
- Valfajr 2
- Valfajr 6
- Badr
- 1re bataille d'Al Faw
- Kerbala 5 et 6
- Nasr 4

- Opération Nous nous en remettons à Dieu
- Opération Mersad

- Opération Sugar
- Opération Earnest Will
- Opération Prime Chance
- Opération Eager Glacier
- Incident de Bridgeton
- Opération Praying Mantis

- Opération Opéra (raid israélien)
- Incident de l’USS Stark
- Vol Iran Air 655

La guerre Iran-Irak, connue en Iran sous le nom de guerre imposée (en persan : جنگ تحمیلی, Jang-e-tahmili) ou Défense sacrée (en persan : دفاع مقدس, Defā'e moghaddas) et en Irak sous le nom de  Qādisiyyah de Saddam (en arabe : قادسيّة صدّام) a opposé l'Iran à l'Irak entre le 22 septembre 1980, date de l'invasion irakienne de l'Iran, et le 20 août 1988. La guerre s'inscrit dans la lignée des multiples dissensions liées aux litiges frontaliers opposant les deux pays. Elle est également due aux appréhensions des conséquences de la révolution iranienne de 1979 qui porte l'ayatollah Khomeini au pouvoir. Le gouvernement sunnite irakien de Saddam Hussein craint que cette dernière n'attise les desseins révolutionnaires de la majorité chiite longuement réprimée. Le conflit s'explique également par la volonté de l'Irak de remplacer l'Iran en tant que puissance dominante du golfe Persique.
Espérant tirer profit de l'instabilité politique post-révolutionnaire régnant en Iran, l'Irak attaque sans avertissement formel en bombardant des bases aériennes iraniennes le 20 septembre 1980, pénétrant sur le territoire iranien deux jours plus tard. Malgré l'effet de surprise, l'invasion irakienne ne connaît pas le succès escompté. Elle ne réalise que des gains territoriaux très limités, et est rapidement repoussée par une série de contre-attaques iraniennes. En juin 1982, l'Iran parvient à regagner le territoire perdu après l'attaque irakienne, et adopte une posture offensive pour le reste du conflit. Les deux pays comptent sur leurs revenus pétroliers pour subvenir à leurs besoins militaires, induisant une forte augmentation des exportations de barils, directement liée au conflit.
La guerre Iran-Irak a souvent été comparée à la Première Guerre mondiale du fait de la nature des tactiques militaires employées par les deux camps. Le conflit se caractérise par une forme de guerre de tranchées, du fait des grandes armées dont disposaient les deux belligérants, contrastant avec le peu de blindés, d'aviation, et d'aptitude pour des opérations combinées. La guerre voit ainsi l'utilisation de fils barbelés s'étendant le long des tranchées, de postes de mitrailleuse, de charges à la baïonnette, ainsi que d'attaques par vagues humaines, tactiques militaires induisant un nombre considérable de pertes pour les armées des deux camps. Le conflit se démarque également par l'utilisation intensive d'armes chimiques par l'Irak, et par de multiples attaques visant les populations civiles.
L'Irak reçoit le soutien d'une grande partie de la communauté internationale, notamment des soviétiques, ainsi que de nombreux pays occidentaux et arabes. L'Iran demeure quant à lui largement isolé tout au long du conflit. Après huit années de guerre, la lassitude du conflit qui s'installe, associée à la dégradation rapide des relations entre les États-Unis et l'Iran, mais aussi au déclin du soutien de la communauté internationale pour l'Irak, mène à l'acceptation d'un cessez-le-feu négocié par l'ONU. Le conflit se conclut de fait par un statu quo ante bellum, les deux pays acceptant de revenir aux accords territoriaux d'Alger de 1975.
On estimera à la fin du conflit que seraient morts plus d'un demi-million de soldats iraniens et irakiens, et en outre un nombre équivalent de civils. Le nombre de blessés approche également 500 000 pour chacun des deux camps. Considérée comme l'un des conflits les plus importants du XXe siècle, la guerre Iran-Irak ne donnera lieu à aucune réparation, et n'induit pas de changements territoriaux. Plusieurs milices locales prennent part au conflit : l'Organisation des moudjahiddines du peuple iranien s'allie à l'Irak baassiste, et de l'autre côté les milices kurdes irakiennes du Parti démocratique du Kurdistan et de l'Union patriotique du Kurdistan combattent aux côtés des forces armées iraniennes. Ces milices sortiront, pour une grande partie, largement affaiblies à l'issue du conflit.

## Historique politique
En 1979, le Shah d'Iran est renversé par la révolution islamique. L'ayatollah Rouhollah Khomeini proclame la république islamique après le départ forcé du souverain déchu, en février 1979. Khomeini s'était exilé en Irak de 1964 au 16 octobre 1978, puis en France jusqu'au mois de janvier 1979, après avoir été expulsé d'Irak pour son activisme pro-chiite. Après le succès du référendum sur l'installation d'un régime islamique en Iran, remporté officiellement à 98 % par le « oui », il appelle dès 1980 les Irakiens à renverser le régime de Saddam Hussein arrivé au pouvoir un an plus tôt. Son objectif est de promouvoir le mouvement islamique à travers tout le Proche-Orient.
Il s'ensuivit une longue série d'incidents frontaliers d'ampleur croissante : suivant un mémorandum officiel irakien, les forces iraniennes auraient commis, du 23 février 1979 au 26 juillet 1980, pas moins de « 244 actes de violation de frontières ou d'agression contre l'Irak », faisant l'objet de 240 notes officielles de protestation de Bagdad à Téhéran. Le président Saddam Hussein, selon son habitude, aura voulu précéder l'événement et contenir un déferlement de la révolution khomeiniste que ses services de renseignement jugent, à travers plusieurs indices, imminent.
C'est pourquoi Saddam Hussein, redoutant l'ascension de Khomeini et son regain de popularité dans le monde musulman, attaque l'Iran le 22 septembre 1980, sous le motif du désaccord frontalier. Lorgnant depuis longtemps plusieurs territoires iraniens, il espère ainsi faire disparaître le régime fondamentaliste et réduire son influence sur le mouvement islamique, souhaitant lui-même prendre la gouvernance dans le monde arabe. Ses objectifs affichés sont :
- obtenir le déplacement de la frontière entre l'Irak et l'Iran sur la rive orientale du Chatt-el-Arab pour assurer une meilleure sécurité à la région de Bassorah ;
- obtenir la restitution des trois îles du détroit d'Ormuz annexées par le Shah en 1971 et soustraire ainsi le détroit à une emprise exclusivement iranienne ;
- provoquer éventuellement un soulèvement dans la province iranienne du Khuzestan, peuplée d'Arabes (Arabistan pour l'Irak), et l'annexer.

À cette époque, l'Irak est un pays économiquement et militairement puissant dans le golfe Persique, grâce aux revenus des pétrodollars et à une politique de modernisation que Saddam Hussein a mise en place dans son pays (école obligatoire pour les garçons et les filles, politique volontariste et croissance de l'élite irakienne). Les grandes puissances, inquiètes de l'apparition de la République islamique iranienne, voient en l'Irak un pays qui pourrait évoluer vers la laïcité et le modernisme et faire contrepoids à l'Iran. C'est pourquoi elles ne s'opposent pas dans un premier temps à l'offensive irakienne, allant jusqu'à la soutenir ensuite. C'est en particulier le cas de l'URSS, de la France et des États-Unis. L'Iran est alors un pays trois fois plus peuplé et quatre fois plus vaste que l'Irak.
Le 28 septembre 1980, la résolution 479 de l'ONU (en) demande un cessez-le-feu immédiat mais sans exiger le retrait par l'Irak des territoires iraniens qu'elle occupe.
Cependant, en dépit de la puissance de l'armée irakienne, le conflit s'enlise rapidement. L'erreur initiale de Saddam Hussein est de croire que les importantes purges menées au sein des forces armées par Khomeini ont considérablement affaibli le potentiel militaire et défensif du pays (les forces armées iraniennes sont alors passées de 500 000 hommes en 1979 à 250 000 hommes à la veille de la guerre). En fait, la plus forte résistance à l'avancée des troupes irakiennes viendra surtout de la milice chiite créée par Khomeini le 5 mai 1979, le « corps des Gardiens de la révolution islamique », que plus de 500 000 personnes rejoindront au cours du conflit. La seconde erreur du président irakien vient de sa surestimation de la puissance militaire de son pays. Si l'armée irakienne est largement pourvue en équipements modernes, elle manque d’encadrements de qualité et d'expérience pour mener une guerre de cette envergure. Cette situation se ressentira particulièrement pour l'armée de l'air dont les échecs initiaux (bombardements peu précis, problèmes de logistique) faciliteront grandement la contre-offensive iranienne.
Début 1981, l'armée iranienne contre-attaque et parvient à libérer l'essentiel de son territoire début 1982. En juin de cette même année, l'Irak décrète un cessez-le-feu, mais voit son territoire envahi à son tour le mois suivant.
Après deux ans de guerre, la position de l'Iran se radicalise : il s'agit désormais de réduire la puissance de l'Irak, de destituer Saddam Hussein et de le remplacer par un régime islamique.
L'affrontement militaire se double d'une guerre des symboles. L'offensive irakienne de 1980 est baptisée Kadisiyya, en référence à la conquête de l'Iran par les Arabes au VIIe siècle. Les contre-offensives iraniennes sont nommées Kerbala 1, 2, etc., évoquant le combat des premiers chiites contre le pouvoir sunnite.
Du côté iranien, l'enrôlement de masse, y compris de très jeunes garçons, s'accompagne d'une exaltation des martyrs. Il est arrivé que les jeunes volontaires endoctrinés se précipitent sur les champs de mines. La population civile est fortement mise à contribution, pour compenser les graves carences (dues aux purges khomeinistes) de l'armée régulière.
Du côté irakien, on bénéficie de techniciens professionnels formés à l'occidentale (Garde républicaine). La faible capacité offensive de l'armée et la médiocrité des généraux irakiens pourraient être compensées par l'utilisation d'armements toujours plus sophistiqués (bombes à guidage laser, chars de nouvelles générations), mais les conscrits, souvent chiites et kurdes, sont peu armés et ne servent qu'à freiner le premier élan des attaques ennemies.
La ligne de front se stabilise à la frontière commune, malgré de nombreuses offensives de part et d'autre, il n'y a pas de percée majeure pendant plus de six ans.
L'Irak compte sur la puissance et la modernité de son aviation, alors très largement supérieure à l'aviation iranienne (très affaiblie par les purges et l'embargo économique) et l'armée iranienne sur l'enrôlement de masse de sa population dans ses milices.
En 1988, l'armée irakienne reprend le dessus, avant d'être vaincue lors de l'opération Mersad (26 – 30 juillet 1988) qui est la dernière grande bataille de la guerre[réf. nécessaire]. Le 18 juillet, Khomeini accepte le cessez-le-feu exigé par la résolution 598 du Conseil de sécurité des Nations unies et le secrétaire général de l'Organisation peut annoncer la fin des hostilités actives pour le 20 août à 3 h 00 GMT.
Dans une lettre datée du 14 août 1990, Saddam Hussein accepte de revenir aux accords d’Alger de 1975 : il libère une partie des prisonniers de guerre (les derniers prisonniers de guerre ne seront libérés que plus de dix ans après la fin des hostilités) et l'armée irakienne quitte les territoires occupés. Dans les faits, c'est un retour au statu quo ante bellum. Cependant, aucun traité de paix ne viendra formaliser ce retour et ce n'est qu'en 2005 que Hoshyar Zebari (ministre des Affaires étrangères irakien) annonce que les deux pays envisagent un tel traité.
Au total, les dépenses militaires, pertes en produit intérieur brut et capitaux non investis auraient dépassé 500 milliards de dollars pour les deux pays. L’Iran estime officiellement à 300 milliards de dollars le prix de la reconstruction de son économie. L’Irak, pour sa part, l’évalue entre cinquante et soixante milliards de dollars.
Les estimations des pertes en vies humaines sont de 300 000 à plus d'un million de morts iraniens et de 200 000 Irakiens, ce qui est très élevé pour un conflit régional. En Iran, lors de commémorations, les politiques et associations d'anciens combattants évoquent toujours le chiffre d'un million de morts, dont une grande partie des pertes étaient constituées de mineurs, de moins de 18 ans.

## Historique militaire

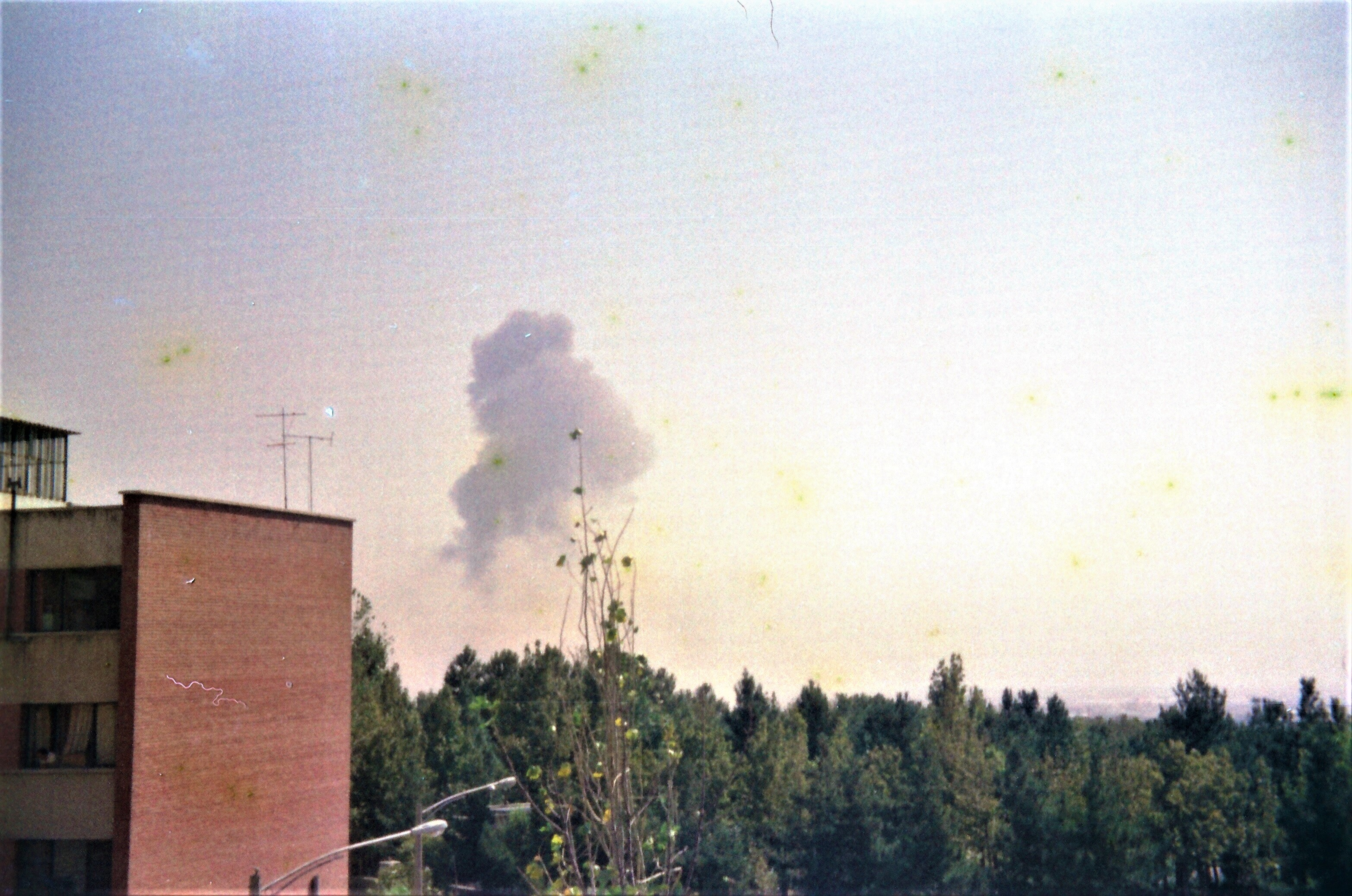
Guerre Iran-Irak - 22 septembre 1980 - Téhéran

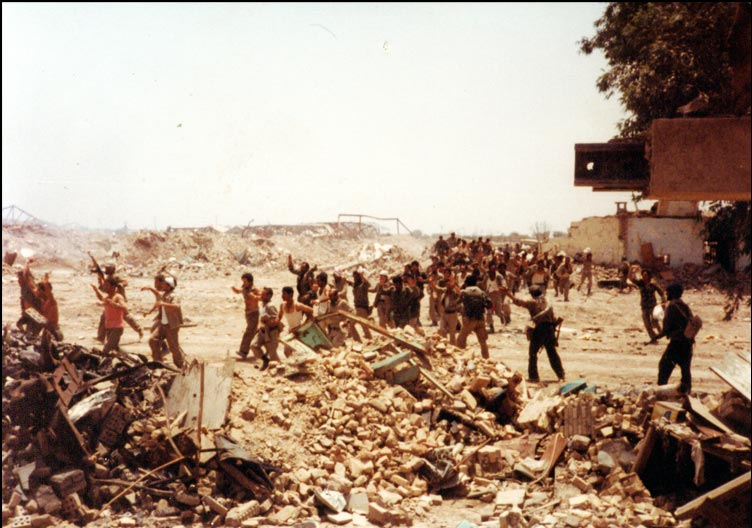
Scène de capture de soldats irakiens par les Iraniens après la reprise de Khorramchahr en 1982.

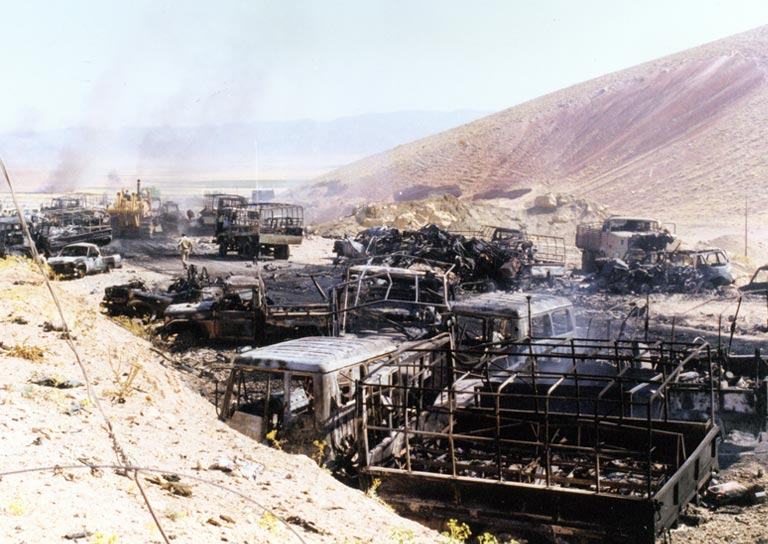
Les moudjahidines du peuple subirent de lourdes pertes militaires en 1988 lors de l'opération Mersad.

Lorsque le Chah était au pouvoir, des dissensions existaient déjà entre l'Iran et l'Irak. Les accords d'Alger (1975) furent conclus pour redéfinir les frontières. Cependant, après mai 1979, un certain nombre d'incidents éclatèrent le long de la frontière :
- entre avril et juillet 1980, 30 000 Irakiens considérés comme d'origine iranienne par le gouvernement baassiste[11] furent chassés d'Irak ;
- en septembre 1980, le président Saddam Hussein annula les accords d’Alger de 1975.

Le 20 septembre 1980, l'aviation irakienne bombarda un certain nombre de terrains d'aviation iraniens. Deux jours plus tard, l'armée irakienne entrait en Iran. L'Irak affirmait vouloir exercer à nouveau sa souveraineté sur les voies navigables et sur les territoires du Chatt el'Arab, cédés en 1975.
Les forces irakiennes avançaient le long de trois axes : vers Qasr-e Chirin au nord, Mehran au centre, et surtout Susangard et Khorramchahr dans le sud. L'Irak espérait qu'un tel mouvement entraînerait rapidement la chute du nouveau régime. L'Irak réussit à franchir la frontière, mais la profondeur de pénétration variait considérablement d'une percée à l'autre. Le plus gros succès fut obtenu au sud, après la chute de Khorramchahr au prix de très durs combats. L'armée iranienne livra au nord et au centre des contre-attaques peu importantes, en général à l'aide d'un léger support de blindés et d'artillerie. Elle regagna ainsi quelques territoires perdus.
Le 28 novembre 1980 se déroule une bataille navale près du port d'Umm Qasr : l'opération Morvarid durant laquelle des échanges de tirs de missiles Maverick et Silkworm ont lieu : six navires irakiens et un navire de la marine iranienne sont coulés. La marine irakienne restera ensuite pratiquement inactive pendant tout le reste du conflit.
En janvier 1981, les Iraniens menèrent une contre-attaque de plus grande envergure, au sud de Susangerd, qui se solda par un échec, dû à l'absence d'infanterie pour soutenir l'action des chars et à la nature du terrain, très mou à cette époque de l'année, et donc impropre au déplacements des chars. Dans ces combats, l'Irak a probablement perdu une cinquantaine de chars T-62 et l'Iran une centaine de chars Chieftain et de M-60A1.
Au cours de la première année de guerre, l'Iran et l'Irak ont perdu environ le même nombre de chars, entre deux cent cinquante et trois cents. Certains observateurs supposent que l'Irak avait capturé en un an une cinquantaine de Chieftain en bon état, ainsi que des M-60A1 et des Scorpion.
Lorsqu'ils furent bien dirigés, les Chieftains iraniens (dotés de leur canon de 120 mm), se révélèrent bien supérieurs aux char T-54 et T-55 armés d'un 100 mm, ainsi qu'aux T-62 avec leurs 115 mm de l'armée irakienne.
En 1981, les deux armées commencèrent à avoir de nouveaux besoins en équipements. Les Iraniens réussirent à obtenir d'Israël des pièces détachées de chars M-48 et M-60. La Syrie, la Libye (jusqu'en 1987 pour cette dernière,) et plusieurs pays communistes leur en fournirent également. L’Irak continuait à être approvisionné par la France (y compris en missiles antichars), par l'Union soviétique, la Corée du Nord, le Viêt Nam et l'Égypte, essentiellement en munitions de char T-54 et T-55, que les livraisons en matériel américain rendirent rapidement inutiles. Au début de 1983, l'Irak commença à recevoir de nombreux équipements de la république populaire de Chine dont le char Type 63, qui transita par l'Arabie saoudite.
Avant la guerre, l'Iran et l'Irak comptaient sur leurs revenus pétroliers pour subvenir à leurs besoins militaires : 3,5 millions de barils par jour exportés par l'Irak et 1,6 million par l'Iran. Au début de 1980, les deux pays n'exportaient plus chacun que 600 000 barils par jour. En raison de cette diminution considérable, l'Irak dut recourir à l'aide de l’Arabie saoudite, entre autres.
Le budget militaire irakien atteignait 2,8 milliards de dollars et le budget iranien 4,5 milliards en 1980.
En 1984, commencèrent les attaques systématiques par les deux camps d'installations pétrolières et de navires pétroliers.
En janvier 1987, l'Iran lança deux grandes offensives : Kerbala 5 et Kerbala 6. Kerbala 5 porte sur l'est de Bassorah, où Téhéran voulait établir un gouvernement provisoire d'une République islamique irakienne, constitué avec les chefs des opposants chiites irakiens réfugiés en Iran ; cette offensive a été précédée par une opération de diversion, Karbala 4. Kerbala 6 est une offensive à 150 km au nord de Bagdad, en direction des grands barrages de l'Euphrate. Les pertes furent énormes de part et d'autre, mais les forces iraniennes furent finalement bloquées.
En juillet 1987, l'Iran entreprit de contrôler la navigation maritime dans le golfe. Un total de 546 navires de commerces étrangers furent attaqués par les deux belligérants, causant la mort de 430 marins civils. Les navires koweïtiens furent alors placés sous pavillon des États-Unis.
- opération Zafar 7 (en)

En mars 1988 l'armée Irakienne subit une défaite locale limitée à Halabja, contre les Peshmergas kurdes aidés des Iraniens. En représailles s'ensuivra le massacre de Halabja.
Du 17 avril 1988 au mois de juillet 1988, l'Irak lance l'offensive dénommée « opération En Dieu nous croyons » qui aboutit finalement à la reconquête de la majeure partie des territoires Irakiens occupés par les Iraniens.
Le 3 juillet 1988, le vol 655 d'Iran Air, un vol commercial assurant la liaison entre Téhéran, la capitale de l'Iran, et Dubaï aux Émirats arabes unis via Bandar Abbas est abattu au-dessus du golfe Persique par un tir de missile provenant du croiseur américain USS Vincennes. La catastrophe, qui fit 290 victimes civiles, dont 66 enfants, serait due à une « méprise ».
Le 18 juillet 1988, Téhéran accepta le cessez-le-feu, qui prit effet le 22 du même mois. Le 25 juillet, les moudjahidines du peuple, mouvement soutenu par Saddam Hussein, franchissent la frontière irako-iranienne pour tenter de renverser le régime iranien (opération Mersad). La manœuvre échoue, et entraîna une violente répression de Téhéran.

## Ordre de bataille

### Armée de terre irakienne (1980)
1er corps d'armée (secteur entre Rawanduz et Marivan)
- 7e division d'infanterie (QG Souleimaniye, Irak)
- 11e division d'infanterie (QG Suleimaniyeh, Irak) (-) (113e brigade d'infanterie)

2e corps d'armée (secteur entre Qasr-e Chirin, Ilam et Mehran, blindés déployés entre Mehran et Dezfoul)
- 6e division blindée (QG Bakouba, Irak) 300 (T-62) (BMP-1)
- 9e division blindée (QG Baqubah, Irak) 300 (T-62) (BMP-1)
- 10e division blindée (QG Baqubah, Irak) 300 (T-62) (BMP-1)
- 2e division d'infanterie (QG Kirkouk, Irak)
- 4e division d'infanterie (QG Mossoul, Irak)
- 6e division d'infanterie (QG Baqubah, Irak)
- 8e division d'infanterie (QG Erbil, Irak)

3e corps d'armée (QG al-Qurnah, Irak, secteur entre Dezfoul et Abadan)
- 3e division blindée (QG Tikrit, Irak) 300 (T-62) (BMP-1)
- 10e division blindée (QG Bagdad, Irak) 300 (T-62) (BMP-1)
- 12e division blindée (QG Dahuk, Irak) 300 (T-62) (BMP-1) (en réserve)
- 1re division mécanisée (QG Divaniyeh, Irak) 200 (T-55) (véhicule de transport de troupes OT-64/BTR-50 tchèque)
- 5e division mécanisée (QG Bassorah, Irak) 200 (T-55) (OT-64 APC/BTR-50 APC tchèque)
- 31e brigade des forces spéciales indépendantes (-) (2 bataillons) (l'un rattaché à la 5e division mécanisée, l'autre à la 3e division blindée).
- 33e brigade des forces spéciales indépendantes
- 10e brigade blindée indépendante (T-72) (BMP-1)
- 12e brigade blindée indépendante (T-72) (BMP-1)
- 113e brigade d'infanterie (détachement de la 11e division d'infanterie)

### Forces aériennes de l'Irak
La force aérienne irakienne (acronyme anglais : IQAF) a joué un rôle important dans ce conflit. En 1980, ses 300 avions sont majoritairement de fabrication soviétique (MiG, Sukhoi) qui se révéleront inefficaces face aux chasseurs iraniens (de fabrication américaine). Très affaiblie après l'opération Kaman 99 et l'attaque sur H-3 (60 % de la force de frappe détruite par l'Iran), elle sera reconstituée avec des appareils plus modernes qui seront beaucoup plus efficaces contre la chasse iranienne. Elle se révélera déterminante pour compenser les faiblesses de l'armée de terre irakienne (conscrits peu formés et peu armés) et infligera de lourdes pertes à l'armée iranienne (opération En Dieu nous croyons).
Elle comptera 950 appareils modernes à la fin de la guerre.

### Armée de terre de la république islamique d'Iran (1980)
- 16e division blindée (QG Qazvin, Iran) (Char M60A1) (M113)
- 81e division blindée (QG Kermanshah, Iran) (Chars Chieftain) (M113)
- 92e division blindée (QG Khuzestan, Iran) (Chieftain) (M113)
- 21e division d'infanterie (QG Téhéran, Iran)
- 28e division d'infanterie (Sanandaj, Saqez et Marivan, Iran) (1 brigade blindée) (M60A1) (M113)
- 64e division d'infanterie (Orumiyeh, Iran)
- 77e division d'infanterie (Khorasan, Iran) (1 brigade blindée) (M48) (BTR-50)
- 37e brigade blindée (Shiraz, Iran)
- 88e brigade blindée (Zahedan, Iran) (Chieftain) (couvrant les frontières avec l'Afghanistan et le Pakistan)
- 30e brigade d'infanterie (Gorgan, Iran)
- 84e brigade d'infanterie (Khorramabad, Iran) (déployée sur le front, faisant la liaison entre les positions de la 81e et de la 92e division blindée)
- 23e brigade des forces spéciales (Téhéran, Iran) (déployée le long de la frontière irakienne dans 13 détachements séparés)
- 55e brigade aérienne (Shiraz, Iran) (un bataillon déployé à Sardasht, et une compagnie chacune à Sanandaj et à Dezful, Iran)
- 11e groupe indépendant d'artillerie
- 22e groupe indépendant d'artillerie (Khuzestan, Iran)
- 33e groupe indépendant d'artillerie
- 44e groupe indépendant d'artillerie
- 55e groupe indépendant d'artillerie (Khuzestan, Iran)

### Forces aériennes de la république islamique d'Iran
La Force aérienne de la république islamique d'Iran (acronyme anglais : IRIAF), affaiblie par les purges qui suivent la révolution de 1979 et par les sanctions internationales, a cependant réagi avec efficacité aux premières offensives irakiennes. À partir de 1984, l'IRIAF est confrontée à l'usure du matériel face à un adversaire de mieux en mieux équipé. À partir de 1987, la confrontation avec les forces aéronavales américaines constitue une épreuve supplémentaire pour l'IRIAF.

## Armes chimiques
Dès 1983, des armes chimiques (sarin, cyclosarin, tabun et gaz moutarde) sont utilisées par l'Irak, à la fois contre l'armée iranienne mais également contre les populations civiles et plus particulièrement kurdes, sans réactions notables de la communauté internationale bien que l'Irak soit signataire en 1931 du protocole de Genève de 1925, interdisant l'utilisation des armes chimiques.
Le groupe Australie estime à 70 000 le nombre de victimes iraniennes, dont 10 000 morts (dans leur très grande majorité des soldats) à la suite de l'emploi de ces armes. Selon une source officielle iranienne chargée du traitement des blessés chimiques, les pertes iraniennes par armes chimiques pendant la guerre seraient même de 100 000 blessés ou tués.
Le 16 avril 1987, l'Iran accuse l'Irak d'avoir utilisé l'arme chimique sur les villages frontaliers d'Alout et de Kandar près de la ville de Baneh, affirmant également que 10 villageois sont blessés lors de ces attaques et accusant ensuite l'Irak d'avoir utilisé l'arme chimique le 21 avril 1987 dans la région de Baneh et Sardasht et d'y avoir blessé 60 personnes. Un rapport d'experts de l'ONU envoyés par le secrétaire général de l'ONU pour enquêter en Iran sur les allégations d'utilisation d'armes chimiques daté du 8 mai 1987 confirme que des militaires et des civils de la région de Baneh ont été blessés au gaz moutarde. En particulier, les rédacteurs de ce rapport déclarent : « Dans un hôpital de Téhéran nous avons vu les effets de l'ypérite sur une famille de paysans, en particulier la mère et ses deux petites filles âgées de 2 et 4 ans. Nous avons eu une expérience bouleversante ayant assisté aux souffrances endurées par la fillette de quatre ans moins de deux heures avant sa mort. En outre, nous avons vu les effets extrêmement nocifs de l'ypérite sur la jeune mère qui était enceinte de quatre mois ».

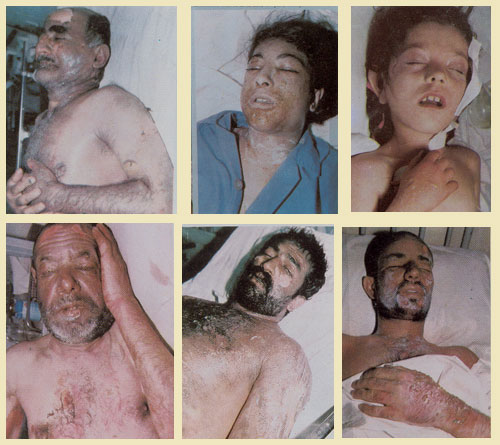
Victimes iraniennes d'une attaque chimique au gaz moutarde.

Le 28 juin 1987, l'Irak utilise l'arme chimique sur la ville de Sardasht en Iran, tuant une centaine de personnes et en blessant au moins 2 000. C'est la seconde fois que l'arme chimique est utilisée sur une population urbaine depuis la Seconde Guerre mondiale (l'Égypte avait utilisé de l'ypérite sur des villages du Nord-Yémen dans les années 1960).
Le 17 mars 1988, l'armée irakienne utilise des armes chimiques et biologiques sur la ville kurde d'Halabja qui causent la mort de près de 5 000 habitants. La poursuite de l'utilisation des armes chimiques dans la guerre est énergiquement condamnée par la Communauté européenne le 25 mai 1987 et par le Conseil de sécurité de l'ONU le 9 mai 1988.
Le régime irakien a expliqué que c'était l'œuvre de l'armée iranienne. Cette thèse a été à l'époque également défendue quelque temps par l'administration américaine.
On estime que durant cette période, plus de 150 000 Kurdes ont été exposés à des armes non conventionnelles.
Joost R. Hiltermann, un des directeurs de l'International Crisis Group, a fait remarquer à ce sujet que l'administration Reagan n'a jamais apporté une seule preuve de ses allégations d'usage d'armes chimiques par l'Iran. D'ailleurs, la démoralisation des soldats iraniens du fait des attaques chimiques de l'armée irakienne, l'impossibilité pour l'Iran de pouvoir riposter de la même manière et la peur d'une attaque chimique sur Téhéran, qui aurait eu des conséquences désastreuses, expliquent en partie la volonté de Khomeini d'accepter le cessez-le-feu du 18 juillet 1988.
Jean-Pascal Zanders, spécialiste des armes chimiques du SIPRI, a lui aussi mis en doute les allégations américaines.
Le 22 juillet 1988 l'aviation irakienne utilise les armes chimiques sur le village iranien de Zarde : 275 habitants sont tués et des centaines blessés.
Le 2 août 1988 a lieu la dernière attaque chimique irakienne de la guerre : la ville d'Oshnaviyeh est bombardée par un avion irakien et au moins un millier de personnes sont blessées.
Selon les déclarations écrites de l'Irak à l'ONU en 2002 sur son programme chimique, tout le matériel et les connaissances ayant pour but de mettre au point ce programme viennent des pays suivants : Singapour, Pays-Bas, Égypte, Inde, RFA, Luxembourg, Brésil, France, Autriche, Italie et États-Unis. Il est à souligner en revanche que l'URSS ne semble avoir fourni aucune aide à l'Irak dans ce programme.
L'intérêt pour l'Irak d'avoir utilisé l'arme chimique pendant cette guerre semble en partie due à son faible coût. En effet d'après un document récemment déclassifié de la CIA, le programme chimique irakien aurait coûté 200 millions de dollars de 1974 à 1984 contre 75 milliards de dollars de dépenses militaires irakiennes totales sur la même période. Le coût du programme chimique irakien ne représenterait donc que 0,27 % des dépenses militaires irakiennes totales sur cette période.

## Implication occidentale dans le conflit

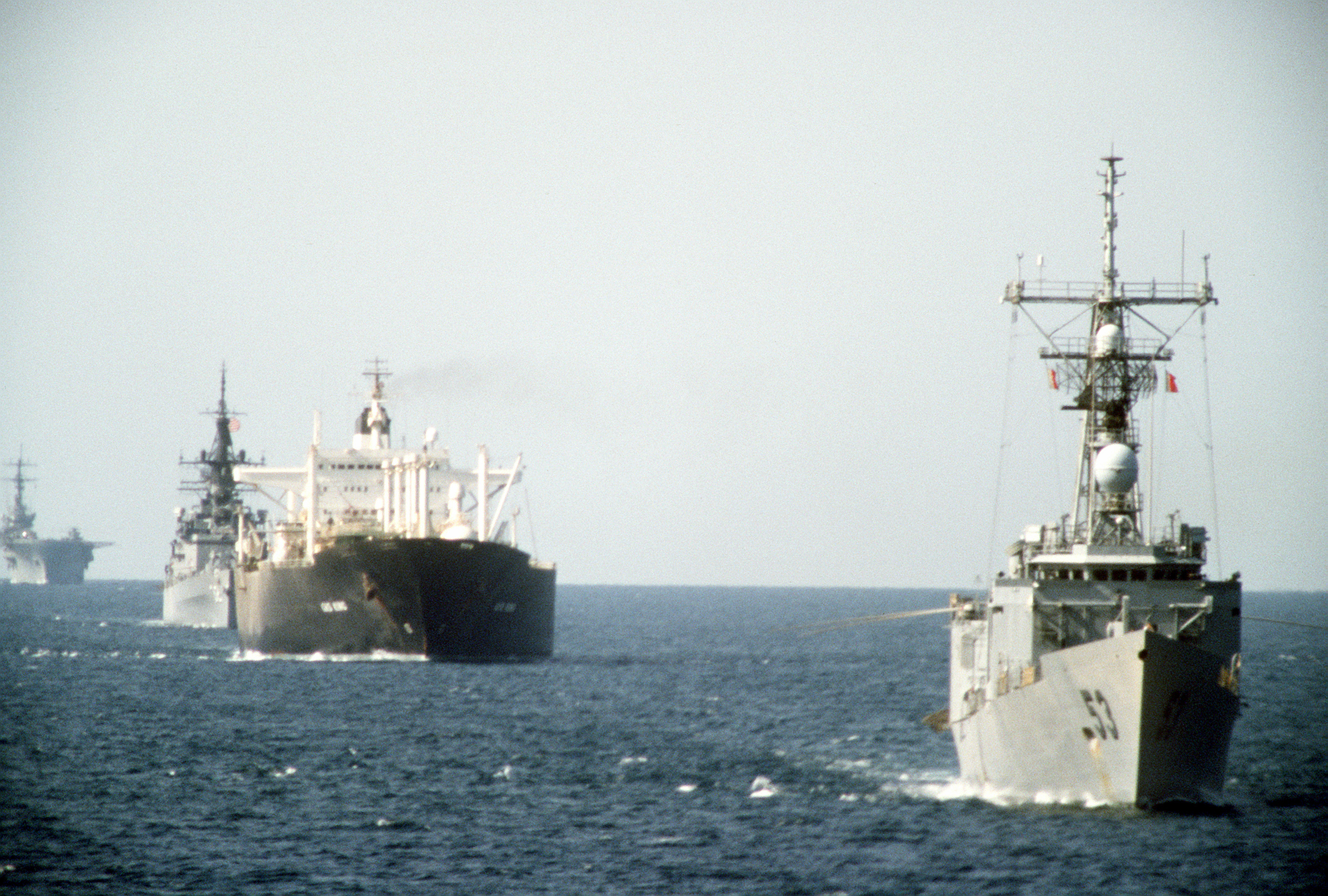
Convoi de pétroliers koweïtiens sous protection de l'US Navy en 1987 durant la guerre Iran-Irak durant l'opération Earnest Will.

Les États-Unis ont eu des contentieux avec l'Iran dès la proclamation de la République islamique. L'investissement de l'ambassade américaine à Téhéran par les étudiants de la ligne de l'Imam, la longue prise d'otages qui s'ensuivit et l'échec de l'opération destinée à libérer les employés fut le premier acte d'une guerre larvée entre ces pays.
Bien que leurs relations diplomatiques soient gelées durant cette période, l'affaire Iran-Contra prouve que des contacts et des rencontres eurent tout de même lieu entre les gouvernements de ces nations quand leurs intérêts étaient convergents.
Divers affrontements armés eurent lieu, allant de simples escarmouches à des batailles en règle concernant essentiellement la liberté de navigation des pétroliers dans le golfe Persique.

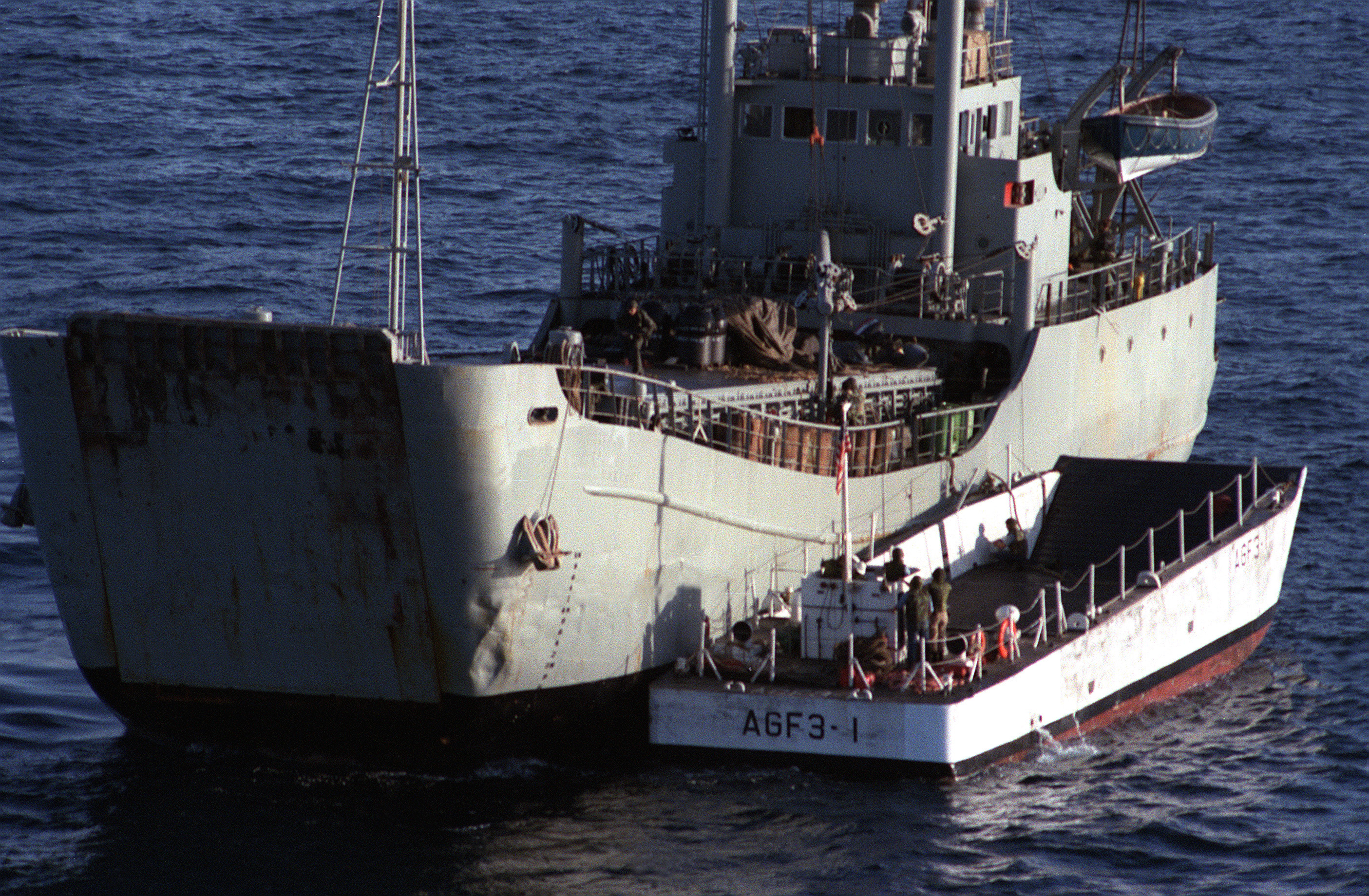
Le mouilleur de mines Iran Ajr, capturé par la marine américaine.

Un navire reconverti en mouilleur de mines, l'Iran Ajr, fut capturé le 21 septembre 1987 puis coulé par l'US Navy après avoir été pris en flagrant délit de pose de mines sur les voies commerciales.
Pour contrer les vedettes rapides des Gardiens de la Révolution (Pasdarans), le 160th SOAR (A), une unité composée d'hélicoptères légers AH-6/MH-6 Little Bird des forces spéciales des États-Unis ainsi que de vedettes Sea Spectre fut engagée à partir de 1987 pour lutter contre cette guérilla maritime : il y eut une centaine d'accrochages.
Le 17 mai 1987, deux missiles Exocet lancés par un Mirage F1 irakien touchèrent la frégate USS Stark tuant trente-sept marins et blessant vingt-et-un autres. Le pilote de chasse déclara avoir confondu le navire avec un pétrolier iranien. La réparation du navire coûta 142 millions de dollars à la marine américaine. Au sujet de cet incident, une thèse un peu différente est mise en avant dans l'émission de Patrick Pesnot Rendez-vous avec X. Selon cette émission l'attaque a été perpétrée par un Falcon modifié et non par un Mirage F1. Il évoque également les motifs de cette attaque à un moment où les États-Unis soutiennent l'Irak.

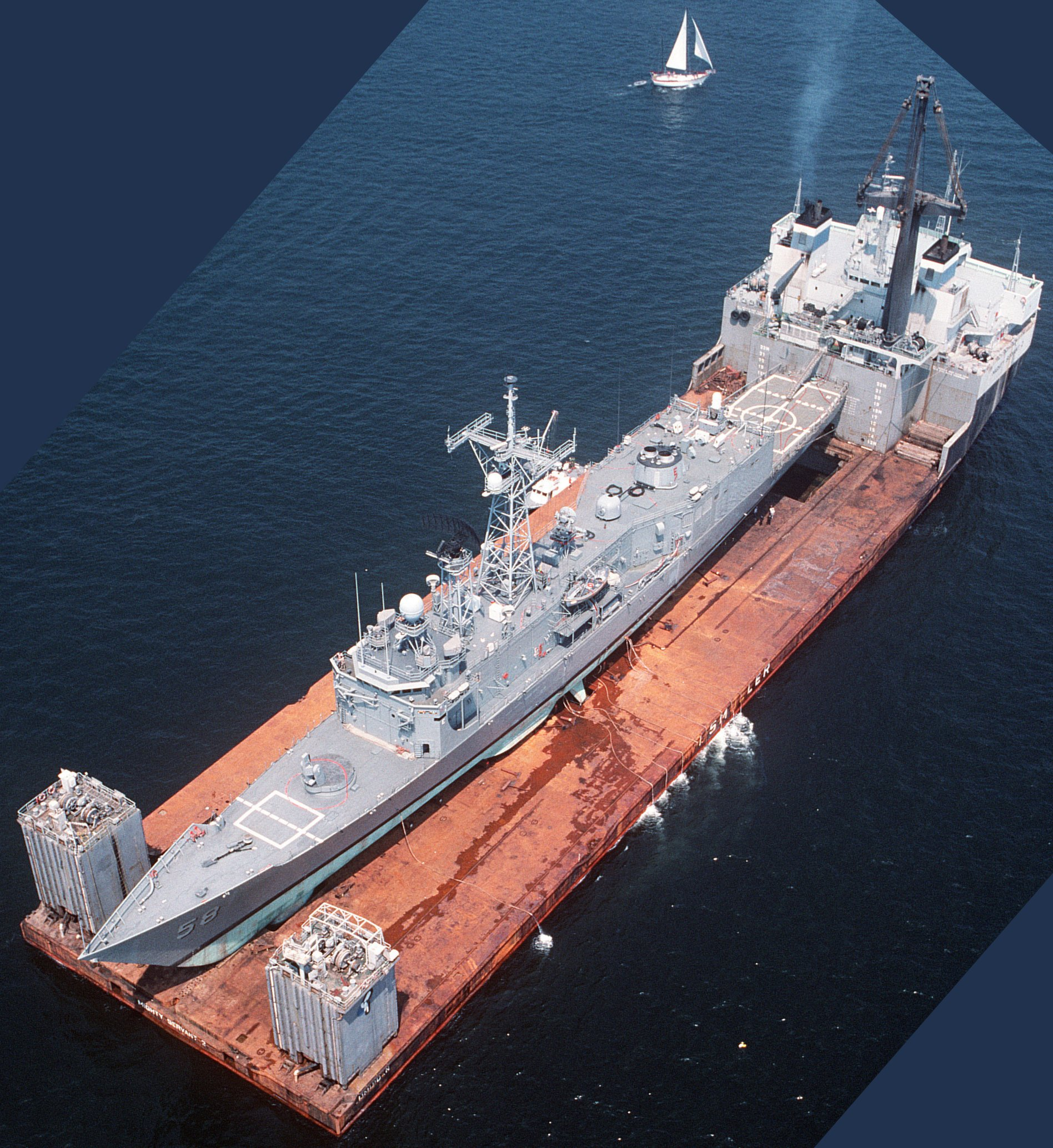
La frégate USS Samuel B. Roberts rapatriée à Newport, Rhode Island après avoir été touchée par une mine.

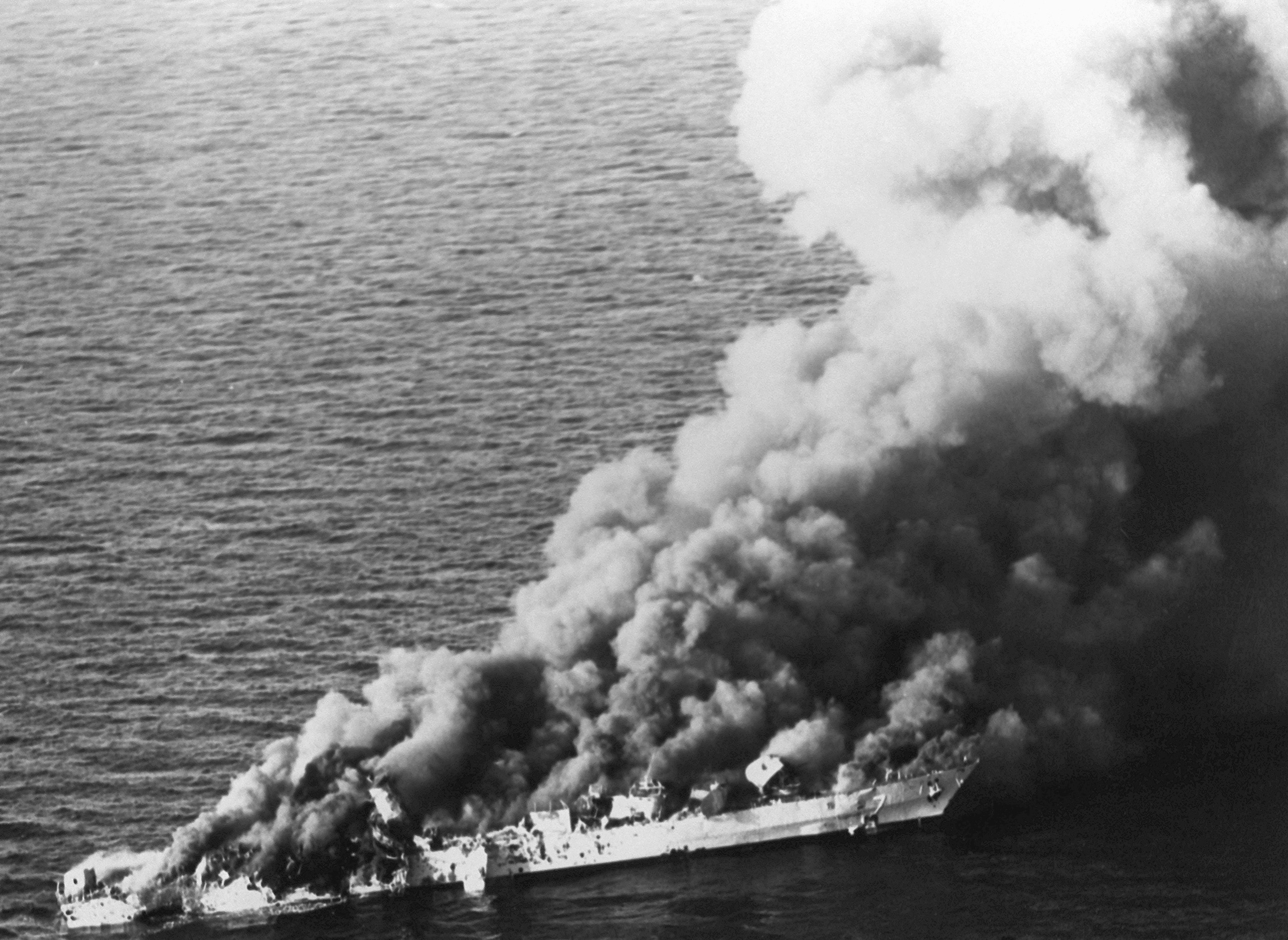
La frégate Iranienne Sahand brule après avoir été touchée par des missiles et des bombes américaines le 18 avril 1988.

Le 19 octobre 1987 quatre destroyers américains attaquèrent et détruisirent presque totalement au canon naval les deux plates-formes pétrolières iraniennes de Reshadat et Resalat. Les États-Unis justifièrent l'attaque au nom du droit à la légitime défense.
Le 14 avril 1988, la frégate USS Samuel B. Roberts est gravement endommagée par une mine iranienne. Cela entraîna le 18 avril 1988, une opération de grande envergure nommée Praying Mantis lancée par les États-Unis qui neutralisa le tiers de la flotte iranienne. Une frégate iranienne (le Sahand de type Vosper Mk5) fut coulée ; une autre, le Sabaland (même type) gravement endommagée, un patrouilleur type Combattante II et cinq vedettes furent envoyés par le fond, 87 militaires iraniens furent tués et plus de trois cents blessés, des plates-formes de forage reconverties en base pour les vedettes rapides furent investies par l'US Navy qui perdit un hélicoptère et ses deux pilotes.
Les attaques de 1987 et 1988 contre les plates-formes pétrolières iraniennes donnèrent lieu à une plainte devant la Cour internationale de justice, qui trancha l'affaire en 2003 en déboutant les deux parties (plates-formes pétrolières (Iran c. États-Unis)).
Le 3 juillet 1988, le croiseur USS Vincennes détruit le vol Iran Air 655, un Airbus A300 commercial reliant Bandar Abbas à Dubaï, ce qui provoque la mort de 290 personnes, des pèlerins à destination de La Mecque. Les États-Unis émettent plusieurs versions contradictoires au cours des jours suivants. Le Pentagone a d'abord affirmé que le commandant du navire croyait avoir affaire (sur les radars) à un chasseur F-14 iranien en piqué. Cette version fut démentie par la marine italienne, et par la frégate américaine Sides, qui confirmèrent que l'avion était en montée.
La seconde version consista à affirmer que le transpondeur de l'Airbus A300 l'identifiait à la fois comme un avion civil et comme un chasseur militaire, et que la marine américaine, n'ayant eu de réponse à ses appels de semonce, aurait ouvert le feu. Pour Margaret Thatcher, Première ministre britannique, l'attaque du vol IR655 était « compréhensible ». Aucune excuse ne fut adressée aux proches des victimes du vol Iran Air 655. L'année suivante, l'épouse du commandant du navire (le capitaine de vaisseau Wille Rogers) échappa à un attentat à la voiture piégée chez elle, en Californie.
La Royal Navy et la Marine nationale française entre autres dépêchèrent des navires de guerre dans l'océan Indien pour surveiller les voies de navigation et neutraliser les champs de mines pouvant gêner l'approvisionnement pétrolier de l'Occident et du Japon. L'opération française de 1987-1988 dans l'océan Indien fut appelée opération Prométhée.
D'autres grandes nations furent impliquées de façon directe ou indirecte dans ce conflit, surtout à travers leurs ventes d'équipements militaires. Selon l'Institut de recherche sur la paix de Stockholm, 52 pays ont fourni des armes à l'Iran ou à l'Irak durant le conflit, et 29 aux deux.
La France, par exemple, fut le deuxième fournisseur d'armes de l'Irak, formant des pilotes, permettant aux Irakiens d'utiliser la base d'aéronautique navale de Landivisiau (pour la formation de pilotes) et l'aéroport de Châteauroux-Déols (pour l'exportation d'armes vers l'Irak) et prêtant même cinq Dassault Super-Étendard (lors de l'opération Sugar) de sa marine en attendant que les Mirage F1 commandés soient livrés, et fournit secrètement à l'Iran environ 450 000 obus d'artillerie de 155 et 203 mm de la société Luchaire entre 1982 et 1986 ainsi que des pièces détachées pour des missiles sol-air Hawk.
L'Allemagne de l'Ouest procura à l'Irak une grande partie de la technologie des armes chimiques.
Les alliés occidentaux de l'Irak furent réticents à condamner le massacre de Halabja, au cours duquel des milliers de civils kurdes furent gazés par le régime de Saddam Hussein, en dépit de l'immense émotion de l'opinion publique internationale. La France se contenta d'un bref communiqué condamnant « l'usage d'armes chimiques où que ce soit ». Le rapport de l'ONU, réalisé par un colonel de l'armée espagnole, notait seulement que « des armes chimiques ont de nouveau été employées tant en Irak qu'en Iran » et que « le nombre de victimes civiles augmente ». Le secrétaire général de l'ONU affirma que les nationalités « sont difficiles à déterminer, tant pour les armes que pour les utilisateurs de celles-ci ». La sous-commission de l'ONU pour les droits de l'homme estima, par onze voix contre huit, qu'il n'y avait pas lieu de condamner le régime de Saddam Hussein pour violation des droits de l'homme. Le président américain George H. W. Bush s'opposa à des sanctions contre l'Irak et lui accorda au contraire un prêt de un milliard de dollars.

## Implication des autres pays du Moyen-Orient
L'Arabie saoudite, le Koweït et les autres monarchies de la péninsule Arabique ont largement financé l'effort de guerre irakien, par crainte d'une contagion révolutionnaire vers leurs propres populations chiites. L'Arabie saoudite a ainsi déboursé entre 1980 et 1988 près de 25 milliards de dollars pour financer l'armée irakienne.
Le contentieux des dettes de guerre, dues par l'Irak, a d'ailleurs été une des causes de l'invasion du Koweït par l'Irak en 1990.
La Syrie, au contraire, a tenté d'affaiblir l'Irak en coupant l'oléoduc reliant Kirkouk au port syrien de Baniyas. Les exportations irakiennes de pétrole auraient été ruinées sans l'ouverture d'une nouvelle ligne par la Turquie. L'Égypte a aidé indirectement l'Irak en lui fournissant deux millions de travailleurs pour remplacer ses hommes mobilisés et a collaboré activement dans le développement de matériel militaire.
Israël, ancien allié de l'Iran du chah, avait des raisons de redouter le panislamisme de la République iranienne et le panarabisme de l'Irak. Selon Ronen Bergman, Israël avait vendu à l'Iran pour 75 millions de dollars en 1981 avec pour objectif de rétablir l'influence depuis la défaite du chah en 1979. Et à plus de 100 millions selon John Bulloch en 1983. L'État d'Israël fut également l'un des principaux fournisseurs d'armes des forces aériennes iraniennes[réf. nécessaire], livrant des BGM-71 « TOW » (versions terrestres et aériennes sur les AH-1J), des MIM-23 « Hawk » ainsi que des BL-755 (ces dernières étant déployées par les F-4E iraniens dans une grande partie des missions d'attaques), faisant des ventes d’armes la première recette d’exportation du pays.
Sa principale intervention militaire directe dans le conflit a été le bombardement du réacteur nucléaire irakien en construction Osirak en 1981 lors de l'opération Opéra, attaque qui avait nécessité deux vols de reconnaissance préalable, le premier étant accompli par deux RF-4E iraniens, le second par un appareil israélien[réf. nécessaire].
Selon l'analyse de Amnon Kapeliouk dans Le Monde diplomatique, le pays choisit de laisser se prolonger la guerre afin de voir deux ennemis s'affaiblir et détourner l’attention de l’opinion publique du problème palestinien. Il cite le quotidien Haaretz, « Mieux vaut pour Israël que cette guerre continue le plus longtemps possible », pour illustrer l'opinion des dirigeants israéliens. Selon l'analyse de Trita Parsi, Israël et l'Iran dépendaient l'un de l'autre face à l'opposition de l'Irak et de l'Union soviétique.
Des pays et des organisations internationales ont tenté à plusieurs reprises des médiations pour cesser le conflit, dont l'Algérie. L'Irak adressa à ce pays une réponse négative : le 3 mai 1982, un avion Gulfstream II du gouvernement algérien avec quatorze personnes à bord dont le ministre des Affaires étrangères, Mohamed Seddik Ben Yahia en route pour Téhéran fut abattu par un appareil MiG-25 de l'armée de l'air irakienne,,.

## Implication de l’URSS
Relations entre l'Irak et la Russie (en)
L'Union soviétique, liée à l'Irak par un accord de coopération depuis 1972, proclama dès le début du conflit sa neutralité, coupant sur le champ les livraisons d'armes à l'Irak après son agression contre l'Iran : les accords sur les livraisons ne valaient que pour les cas de défense contre une attaque éventuelle et non pour cautionner une invasion[réf. nécessaire]. Elle les reprit dès 1981 en livrant notamment des bombardiers Tu-22 Blinder et dépêche un fort contingent de conseillers militaires pour l'entretien de son matériel.
Début 1985, les Irakiens décident de frapper Téhéran avec leur MiG-25R. Le problème est que Moscou a toujours refusé de leur livrer des bombes spéciales FAB-500T munies d'une enveloppe de protection thermique, ainsi que les attaches correspondantes. Les Irakiens ont alors l'intention d'équiper leurs Foxbat de bombes de fabrication espagnole. Les Soviétiques protestent et leur offrent de transformer tous les Mig-25R irakiens au standard RB. En plus, ils leur livrent des immenses réservoirs largables de 5 000 litres et modifient les RB pour pouvoir les transporter. La première attaque menée par des Mig-25 avec des FAB-500T sur une cible dans une ville Iranienne a lieu à Ispahan, le 10 mars 1985.
L'URSS maintint le contact avec les deux belligérants et œuvra à améliorer ses relations avec Téhéran. Deux accords de coopération furent signés en juillet 1981. Moscou livrant plusieurs centaines de millions de dollars de matériel militaire à l'Iran directement ou en passant par des pays tiers dont des obusiers M1954 envoyés dès l'ouverture du conflit, un contingent de conseillers militaires vient en Iran, 3 000 hommes mi-1983, et 4 200 en mars 1987, une station d'écoute soviétique fut installée dans ce pays, des officiers iraniens entrèrent dans des écoles militaires et il y eut coopération entre les services de sécurité.
En mars 1989, le ministre des Affaires étrangères soviétique Édouard Chevardnadze se rendit à Qom pour rencontrer l'ayatollah Khomeini.

## Vente d'armes
Malgré les embargos décidés au début de la guerre opposant l'Irak et l'Iran, selon les recherches de l’Institut international de recherche sur la paix de Stockholm (SIPRI), près de 52 pays ont fourni des armes à l’Iran et à l’Irak, 29 d’entre eux, dont la France, aux deux belligérants.
| Fournisseurs de l'Irak | en milliard de $ 1985 | % du total |
| ---------------------- | --------------------- | ---------- |
| Union soviétique       | 19,2                  | 61         |
| France                 | 5,5                   | 18         |
| Chine                  | 1,7                   | 5          |
| Brésil                 | 1,1                   | 4          |
| Égypte                 | 1,1                   | 4          |
| Autres pays            | 2,9                   | 6          |
| Total monde            | 31,5                  | 100,0      |

L'Irak fut, entre 1985 et 1990, le premier importateur de matériel militaire au monde, soit un total de 10 % du marché.
Entre 1970 et 1990, ses achats furent de 31,5 milliards de dollars (valeur 1985) et l'Union soviétique fut de très loin le principal fournisseur.
Il est à noter que les chars T-72 irakiens qui furent livrés à partir de 1984 n'étaient pas aux standards de l'Armée rouge. En effet, Saddam Hussein avait demandé que le système de visée de nuit, le système de visée télémétrique ainsi que la protection NBC soient retirés pour réduire les coûts, soit 500 000 dollars pièce au lieu de 1 150 000.
Des entreprises d'Allemagne de l'Ouest fournirent de la technologie militaire à l'Irak pour l'aider à allonger la portée de ses missiles balistiques SCUD de 280 km à 600 km. Ainsi, ceux-ci purent atteindre Téhéran.
En 1991, des cadres de l'entreprise italienne Valsella (en) sont condamnés pour avoir exporté illégalement neuf millions de mines terrestres vers l'Irak entre 1982 et 1985. À la suite de ces ventes, l'Irak a commencé à produire lui-même des mines du même modèle.
Des entreprises yougoslaves et britanniques construisirent cinq grands aéroports militaires entre 1975 et 1987, pour un montant de 4,3 milliards de dollars. Des aéroports militaires irakiens déjà existants ont également été modernisés dans le cadre de ces contrats.
L'Irak a également importé entre 1984 et 1988 pour 200 millions de dollars de bombes à sous-munitions fournies par l'industriel chilien Carlos Cardoen (en), en partie conçues à partir d'éléments importés des États-Unis,.
L'Iran acquit également de manière légale ou non des armements venus de nombreux pays, par exemple des canons automoteurs nord-coréens M-1978 Koksan.
La guerre Iran-Irak fut en effet le théâtre d'un scandale de trafic d'armes : l'affaire dite « Iran-Contra », également connue sous le nom d'Irangate.
Le scandale était lié au sort d'otages américains retenus au Liban par le Hezbollah. Il s'avéra que la libération des otages (ainsi que le financement occulte d'opposants proches des États-Unis au Nicaragua, les Contras) fut négociée contre la livraison à l'Iran d'armes américaines (2 008 missiles TOW, des pièces détachées de systèmes Hawks pour une valeur réelle de 12,2 millions de dollars) et de rapports secrets sur les troupes irakiennes. Le scandale ébranla la Maison-Blanche, qui avait elle-même placé l'Iran sous embargo militaire après l'arrivée au pouvoir de l'Ayatollah Khomeini.
Israël servit d'intermédiaire dans l'affaire, qui avait déjà vendu secrètement auparavant des armes antichars (missiles TOW) et des missiles sol-air à l'Iran.
La France soutient l’Irak lors de la Guerre Iran-Irak ce qui se traduit par le niveau de ses ventes et livraisons d'armes. La France a conclu un contrat pour la vente de trente-six Mirage à l'Irak en 1977, à l'occasion d'une visite du Premier ministre Raymond Barre à Bagdad. Ce contrat sera honoré dès 1981 avec la livraison de quatre mirages F1. Selon l'historien Pierre Razoux : « Pendant toute la durée de la guerre, la France va s’imposer comme le second pourvoyeur d’armes de l’Irak, derrière l’Union soviétique, en lui livrant 121 Mirage F-1, 56 hélicoptères de combat, 300 véhicules blindés, 80 canons automoteurs GCT-AUF1, du matériel antiaérien et antichar de dernière génération, des milliers de missiles et des millions d’obus et munitions diverses ». Le système de défense antiaérien intégré irakien « KARI », en partie de conception française, fut complété en 1986-1987.
Dans le même temps des entreprises françaises livrèrent clandestinement du matériel à l'Iran (obus d'artillerie ce qui déclenchera l'affaire Luchaire, poudre d'explosif, et autres) avec l'aide de sociétés écran en Espagne ou au Portugal. Cela a été évoqué comme un élément du règlement du contentieux entre le gouvernement français et l'Iran : arrêt de la coopération nucléaire, non remboursement par la France du prêt iranien pour le projet Eurodif, otages français au Liban, trois vagues d’attentats en France,…
Parmi les vedettes des Pasdarans qui s'attaquaient aux navires dans le golfe persique, vingt d'entre elles avaient été construites en Suède et livrées en 1986. Il s'agit des « Boghammar » qui faisaient 13 m de long, filaient à 45 nœuds avec un équipage de six hommes. Vingt-cinq autres vedettes venaient d'un chantier de Boston.
Les deux belligérants s'échangèrent même une cinquantaine de chars capturés l'un par l'autre en 1985, ce qui fut un des événements parmi les plus inhabituels de cette guerre.

## Bilan humain, coûts et étendues des destructions, assassinats après-guerre
Le nombre des victimes du conflit n'est pas connu avec exactitude et varie selon les estimations de plusieurs centaines de milliers à plus d'un million de morts.
L'Encyclopædia Universalis avance le nombre d'1,2 million de morts.
Pour l'historien Pierre Razoux, le nombre d'un million de morts est surévalué. Selon lui le conflit aurait fait 680 000 morts, dont 480 000 Iraniens, 150 000 Irakiens et 50 000 Kurdes : « À l’époque, les Iraniens avaient intérêt à surévaluer le nombre de leurs victimes pour diaboliser l’Irak, accroître la victimisation des chiites face aux sunnites et renforcer la « martyrologie » ambiante afin de justifier les mesures d’exception. Pour Bagdad, il s’agissait d’en rajouter pour prouver aux monarchies du Golfe que l’Irak avait vaillamment joué son rôle de bouclier contre l’expansionnisme révolutionnaire iranien, de manière à les convaincre de renoncer à leurs créances pour prix du sang versé ».
Cependant, il est possible que le bilan soit plus lourd : les journalistes et observateurs occidentaux (surtout américains) n'avaient pas accès aux zones militaires contrôlées par l'Iran. En revanche, l'Irak acceptait les journalistes et observateurs étrangers (dont autant ceux qui venaient d'URSS ou des Américains), mais l'Irak changeait de positions, surtout quand ce pays utilisait des armes non-conventionnelles (dont l'utilisation du gaz moutarde, par exemple). Aussi, l'Iran envoya de nombreux mineurs au combat, et certains avaient moins de 15 ans. On ne connaît pas les chiffres exacts, et le bilan humain des mineurs envoyés au combat. Il y avait aussi des volontaires iraniens qui n'étaient pas enregistrés dans les troupes réglementaires, et qui étaient faiblement armés, et souvent sans équipements militaires : il s'agissait souvent d'Iraniens âgés, fanatisés, ou de sujets réformés, exemptés, qui ne devaient pas participer aux combats, et qui avaient souvent des maladies, ou des pathologies, et qui, eux aussi, étaient fanatisés par le régime. Aussi, de nombreux militaires, gravement blessés, avec de lourdes séquelles, sont décédés peu de temps après la fin du conflit, et les observateurs occidentaux n'en possèdent pas les données.[réf. souhaitée]

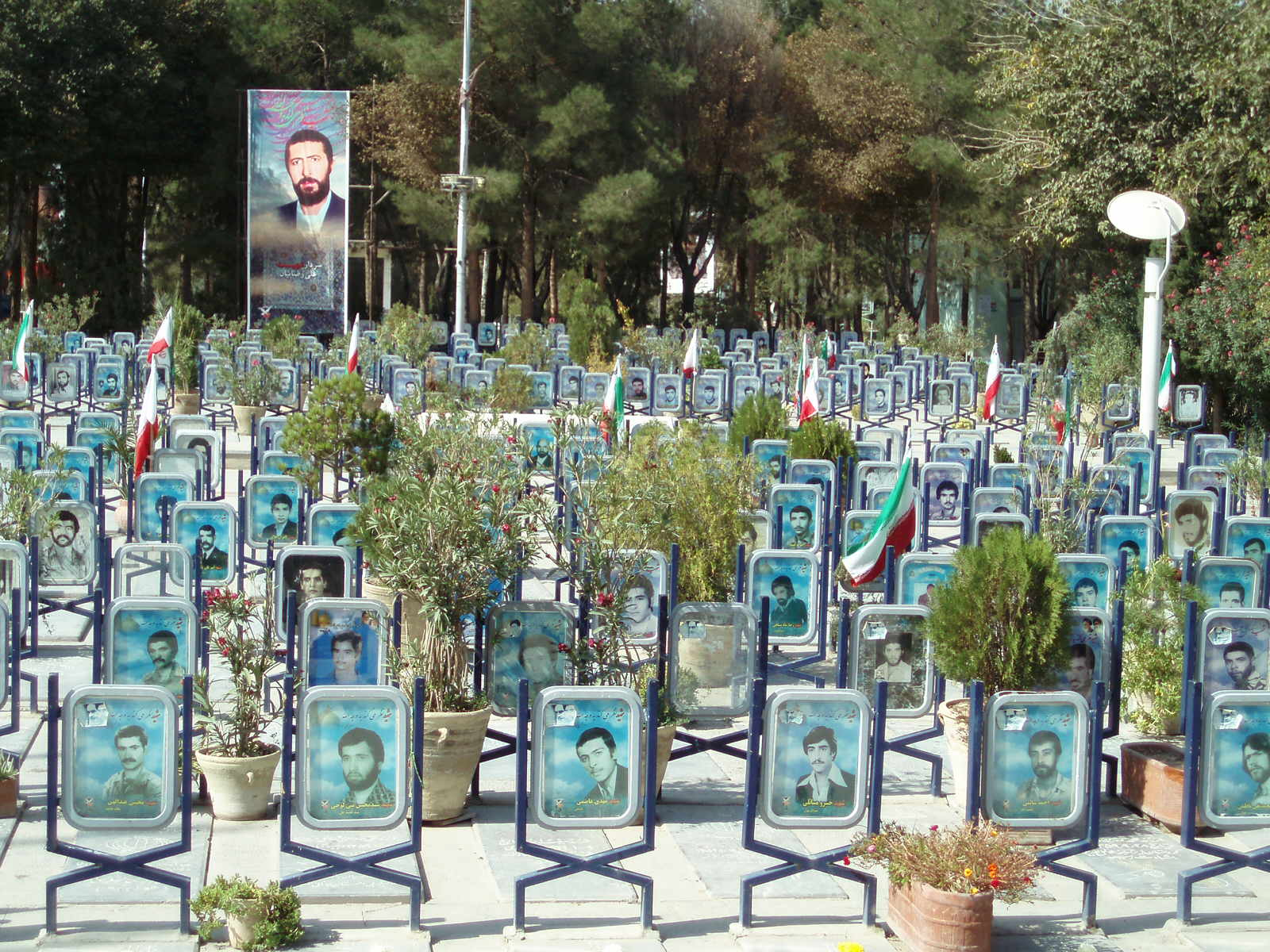
cimetière des martyrs à Ispahan.

Selon l'Iranien Hooshang Amirahmadi (en), fondateur du think tank Conseil Américano-Iranien, les dégâts causés aux habitations iraniennes furent considérables. Selon lui, la guerre détruisit 4 000 villages iraniens et 120 000 maisons iraniennes. De plus, 52 villes en Iran furent endommagées, 6 de ces villes furent complètement rasées tandis que 15 autres subirent des niveaux de destruction allant de 30 à 80 pour cent. En particulier, la ville de Khorramchahr (300 000 habitants en 1980) fut presque complètement détruite, ayant subi la destruction de 80 pour cent de ses bâtiments. Les destructions dans les zones rurales furent également importantes : Plus de 30 pour cent des villages des cinq provinces iraniennes frontalières avec l'Irak furent complètement détruits; d’autres furent endommagés de manière importante. Pour l'ensemble de la guerre les dégâts infligés aux habitations en Iran représentèrent un cout possible de 18 milliards de dollars.
En Iran, il est courant d'entendre, lors de discussions, les expressions : « le million de morts ou de martyrs », ou « un million de morts ou de martyrs ». Les manuels scolaires insistent pour dire qu'il y eut un million de morts Iraniens lors de ce conflit. Les associations d'anciens combattants sont très nombreuses, chaque cimetière Iranien à son carré pour les « martyrs » ou combattants de ce conflit, et à Ispahan se trouve un cimetière des martyrs, entièrement consacré à ce conflit.
Profitant de l’anarchie après la chute du régime bassiste à la suite de la guerre de 2003, l'Iran à lancé une vague massive d’assassinats contre les pilotes et responsables militaires irakiens ayant participé à la guerre Iran-Irak. En date de janvier 2006, selon les statistiques publiées par le ministère irakien de la Défense, 182 pilotes et 416 officiers officiers de haut rang ont été pourchassés et tués par des agents iraniens, la campagne d'assassinats a incité 836 autres pilotes et officiers irakiens à fuir le pays.
Le ciblage des pilotes de l'armée de l'air a commencé dans le quartier Karradah à Bagdad et a atteint son apogée dans le mois du Ramadan en 2005 lorsque 36 pilotes ont été abattus dans ce quartier.
En 2008, le Ministère du Renseignement de la république islamique d'Iran aurait offert 50 000 dollars pour le meurtre de tout pilote ayant participé à des opérations contre l’Iran pendant la guerre Iran-Irak.

## Conséquences sur l'opinion publique iranienne et relations contemporaines entre l'Iran et l'Irak

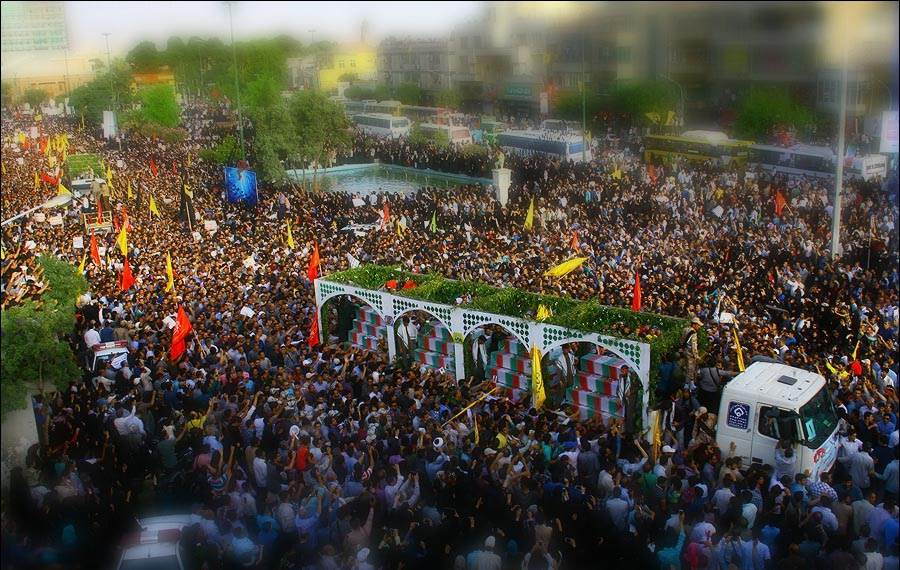
Procession funéraire en Iran pour les 175 plongeurs tués.

Le 18 mai 2015, les corps de 175 plongeurs militaires iraniens furent déterrés de la rive Irakienne du fleuve Chatt-el-Arab et rapatriés en Iran. Ces plongeurs avaient été tués lors de l’operation Kerbala 4 en 1986. La plupart de ces corps avaient les mains liées avec du fil de fer, ce qui semble indiquer qu'ils avaient été faits prisonniers par l'armée Irakienne et exécutés ensuite. Certains corps n'avaient aucune blessure apparente, ce qui indique qu'ils furent enterrés vivants,. Le sort des 175 plongeurs provoqua une vague de sympathie dans les réseaux sociaux iraniens. Une procession funéraire fut organisée le 17 juin à Téhéran et une foule importante y participa. Un film relatant ces évènements fut tourné.